# دیوید گرانت (تهیه‌کننده)
دیوید گرانت (انگلیسی: David Grant؛ ‏ ۱ ژانویهٔ ۱۹۳۷ – ۱ ژانویهٔ ۱۹۹۱) کارگردان، تهیه‌کننده و توزیع‌کننده فیلم اهل انگلستان بود.
از فیلم‌هایی که وی در آن‌ها نقش داشته‌است، می‌توان به مهمانی اداره اشاره نمود.